# Physcius fasciatus
Physcius fasciatus es una especie de coleóptero de la familia Mycteridae.

## Distribución geográfica
Habita en Guadalupe, Dominica, Puerto Rico y  las  Islas Vírgenes.